# Adidas International 2003 - Qualificazioni singolare maschile
Le qualificazioni del singolare maschile dell'Adidas International 2003 sono state un torneo di tennis preliminare per accedere alla fase finale della manifestazione. I vincitori dell'ultimo turno sono entrati di diritto nel tabellone principale. In caso di ritiro di uno o più giocatori aventi diritto a questi sono subentrati i lucky loser, ossia i giocatori che hanno perso nell'ultimo turno ma che avevano una classifica più alta rispetto agli altri partecipanti che avevano comunque perso nel turno finale.
Le qualificazioni del torneo Adidas International 2003 prevedevano 32 partecipanti di cui 4 sono entrati nel tabellone principale.

## Teste di serie
1. Lars Burgsmüller (secondo turno)
2. Julien Boutter (primo turno)
3. Albert Montañés (primo turno)
4. Franco Squillari (ultimo turno)

1. Kristian Pless (ultimo turno)
2. Mardy Fish (Qualificato)
3. Hyung-Taik Lee (Qualificato)
4. Albert Portas (secondo turno)

## Qualificati
1. Hyung-Taik Lee
2. Peter Luczak

1. Mardy Fish
2. Jaymon Crabb

## Tabellone

### Legenda
| - Q = Qualificato - WC = Wild card - LL = Lucky loser | - ALT = Alternate - SE = Special Exempt - PR = Protected Ranking | - w/o = Walkover - r = Ritirato - d = Squalificato |

### Sezione 1
|  | Primo turno   | Primo turno            | Primo turno      | Primo turno | Primo turno |  |  | Secondo turno | Secondo turno    | Secondo turno    | Secondo turno  | Secondo turno |    |   | Ultimo turno | Ultimo turno | Ultimo turno | Ultimo turno | Ultimo turno |  |
|  |               |                        |                  |             |             |  |  |               |                  |                  |                |               |    |   |              |              |              |              |              |  |
|  | 1             | Lars Burgsmüller       | Lars Burgsmüller | 6           | 6           |  |  |               |                  |                  |                |               |    |   |              |              |              |              |              |  |
|  |               | Mariano Puerta         | Mariano Puerta   | 1           | 4           |  |  | 1             | Lars Burgsmüller | Lars Burgsmüller | 6(0)           | 4             |    |   |              |              |              |              |              |  |
|  | Ryan Henry    | Ryan Henry             | Ryan Henry       | 6           | 7           |  |  |               | Ryan Henry       | Ryan Henry       | 7              | 6             |    |   |              |              |              |              |              |  |
|  | Noam Okun     | Noam Okun              | Noam Okun        | 2           | 6(1)        |  |  |               |                  |                  |                |               |    |   |              | Ryan Henry   | 2            | 7            | 5            |  |
|  | Jan Vacek     | Jan Vacek              | Jan Vacek        | 7           | 7           |  |  |               |                  | 7                | Hyung-Taik Lee | 6             | 68 | 7 |              |              |              |              |              |  |
|  | Joan Balcells | Joan Balcells          | Joan Balcells    | 65          | 5           |  |  |               | Jan Vacek        | 6                | 64             | 2             |    |   |              |              |              |              |              |  |
|  | 7             | Hyung-Taik Lee         | 64               | 6           | 6           |  |  | 7             | Hyung-Taik Lee   | 4                | 7              | 6             |    |   |              |              |              |              |              |  |
|  |               | Jean-François Bachelot | 7                | 4           | 2           |  |  |               |                  |                  |                |               |    |   |              |              |              |              |              |  |

### Sezione 2
|  | Primo turno     | Primo turno     | Primo turno    | Primo turno | Primo turno |  |  | Secondo turno   | Secondo turno   | Secondo turno  | Secondo turno  | Secondo turno |   |   | Ultimo turno | Ultimo turno | Ultimo turno | Ultimo turno | Ultimo turno |  |
|  |                 |                 |                |             |             |  |  |                 |                 |                |                |               |   |   |              |              |              |              |              |  |
|  |                 | Alexander Waske | 6              | 3           | 3           |  |  |                 |                 |                |                |               |   |   |              |              |              |              |              |  |
|  | 2               | Julien Boutter  | 4              | 6           | 1r          |  |  | Alexander Waske | Alexander Waske | 6              | 3              | 4             |   |   |              |              |              |              |              |  |
|  | Peter Luczak    | Peter Luczak    | 6              | 5           | 7           |  |  | Peter Luczak    | Peter Luczak    | 4              | 6              | 6             |   |   |              |              |              |              |              |  |
|  | Irakli Labadze  | Irakli Labadze  | 4              | 7           | 6           |  |  |                 |                 |                |                |               |   |   |              | Peter Luczak | 4            | 6            | 6            |  |
|  | Andrew Ilie     | Andrew Ilie     | 68             | 6           | 6           |  |  |                 |                 | 5              | Kristian Pless | 6             | 4 | 3 |              |              |              |              |              |  |
|  | Nicolas Thomann | Nicolas Thomann | 7              | 4           | 4           |  |  |                 | Andrew Ilie     | Andrew Ilie    | 68             | 4             |   |   |              |              |              |              |              |  |
|  | 5               | Kristian Pless  | Kristian Pless | 6           | 6           |  |  | 5               | Kristian Pless  | Kristian Pless | 7              | 6             |   |   |              |              |              |              |              |  |
|  |                 | Igor' Kunicyn   | Igor' Kunicyn  | 3           | 2           |  |  |                 |                 |                |                |               |   |   |              |              |              |              |              |  |

### Sezione 3
|  | Primo turno     | Primo turno        | Primo turno        | Primo turno | Primo turno |  |  | Secondo turno      | Secondo turno      | Secondo turno | Secondo turno | Secondo turno |   |   | Ultimo turno | Ultimo turno       | Ultimo turno | Ultimo turno | Ultimo turno |  |
|  |                 |                    |                    |             |             |  |  |                    |                    |               |               |               |   |   |              |                    |              |              |              |  |
|  |                 | Arnaud Di Pasquale | Arnaud Di Pasquale | 6           | 6           |  |  |                    |                    |               |               |               |   |   |              |                    |              |              |              |  |
|  | 3               | Albert Montañés    | Albert Montañés    | 4           | 0           |  |  | Arnaud Di Pasquale | Arnaud Di Pasquale | 2             | 6             | 6             |   |   |              |                    |              |              |              |  |
|  | Stefano Galvani | Stefano Galvani    | Stefano Galvani    | 6           | 1           |  |  | Stefano Galvani    | Stefano Galvani    | 6             | 3             | 3             |   |   |              |                    |              |              |              |  |
|  | John van Lottum | John van Lottum    | John van Lottum    | 2           | 0r          |  |  |                    |                    |               |               |               |   |   |              | Arnaud Di Pasquale | 0            | 6            | 2            |  |
|  | Alex Kim        | Alex Kim           | Alex Kim           | 6           | 6           |  |  |                    |                    | 6             | Mardy Fish    | 6             | 1 | 6 |              |                    |              |              |              |  |
|  | Álex Calatrava  | Álex Calatrava     | Álex Calatrava     | 3           | 4           |  |  |                    | Alex Kim           | Alex Kim      | 3             | 2             |   |   |              |                    |              |              |              |  |
|  | 6               | Mardy Fish         | 6                  | 3           | 6           |  |  | 6                  | Mardy Fish         | Mardy Fish    | 6             | 6             |   |   |              |                    |              |              |              |  |
|  |                 | Dick Norman        | 4                  | 6           | 1           |  |  |                    |                    |               |               |               |   |   |              |                    |              |              |              |  |

### Sezione 4
|  | Primo turno    | Primo turno      | Primo turno      | Primo turno | Primo turno |  |  | Secondo turno | Secondo turno    | Secondo turno | Secondo turno | Secondo turno |   |   | Ultimo turno | Ultimo turno     | Ultimo turno     | Ultimo turno | Ultimo turno |  |
|  |                |                  |                  |             |             |  |  |               |                  |               |               |               |   |   |              |                  |                  |              |              |  |
|  | 4              | Franco Squillari | Franco Squillari | 7           | 7           |  |  |               |                  |               |               |               |   |   |              |                  |                  |              |              |  |
|  |                | Justin Gimelstob | Justin Gimelstob | 6           | 63          |  |  | 4             | Franco Squillari | 4             | 7             | 6             |   |   |              |                  |                  |              |              |  |
|  | Grégory Carraz | Grégory Carraz   | Grégory Carraz   | 6           | 6           |  |  |               | Grégory Carraz   | 6             | 63            | 3             |   |   |              |                  |                  |              |              |  |
|  | Jürgen Melzer  | Jürgen Melzer    | Jürgen Melzer    | 4           | 4           |  |  |               |                  |               |               |               |   |   | 4            | Franco Squillari | Franco Squillari | 64           | 5            |  |
|  | Jaymon Crabb   | Jaymon Crabb     | Jaymon Crabb     | 6           | 6           |  |  |               |                  |               | Jaymon Crabb  | Jaymon Crabb  | 7 | 7 |              |                  |                  |              |              |  |
|  | Karol Beck     | Karol Beck       | Karol Beck       | 1           | 2           |  |  |               | Jaymon Crabb     | Jaymon Crabb  | 6             | 6             |   |   |              |                  |                  |              |              |  |
|  | 8              | Albert Portas    | Albert Portas    | 6           | 7           |  |  | 8             | Albert Portas    | Albert Portas | 3             | 1             |   |   |              |                  |                  |              |              |  |
|  |                | Attila Sávolt    | Attila Sávolt    | 2           | 5           |  |  |               |                  |               |               |               |   |   |              |                  |                  |              |              |  |